# 陸奥圓明流外伝 修羅の刻
『陸奥圓明流外伝 修羅の刻』（むつえんめいりゅうがいでん しゅらのとき）は、川原正敏による日本の格闘・歴史漫画、及びこれを原作とする小説・テレビアニメ。

## 概要
『修羅の門』の主人公・陸奥九十九の先祖である代々の陸奥圓明流の使い手達が史上に名高い猛者と闘い、影に隠れながらも日本の歴史を動かしてきた様を描く連作シリーズ。時代を動かしてきた中心人物の生き様と陸奥の名を背負った主人公との友情や愛情、そしてその時代に生きる人々の想いを通し、「人と人との関わり」にまで踏み込んで、その「刻」を浮き彫りにしている。個々のストーリーはそれぞれ独立した話となっていて、多くは単行本1・2冊で完結している（中には源義経編や酒呑童子編など、2冊を超えるものもある）。
1995年には作者自身の手によって「宮本武蔵編」が小説化されている。2004年には「宮本武蔵編」・「寛永御前試合編」・「風雲幕末編」3編がテレビアニメ化されテレビ東京系で放送された。
各エピソードは、基本的には歴史上実在する人物と陸奥・不破との関わりが中心となる。ただし「昭和編」の登場人物はすべて架空である。

### 初出・収録
初出はいずれも講談社の『月刊少年マガジン』で、1989年7月号以降断続的に発表されている。初期には「修羅の門」との同時掲載もあったが、主に長期連載を一時休載して一編を短期集中連載する形で発表されている。
単行本は〈講談社コミックス月刊マガジン (KCGM) 〉より19巻までと13巻裏の計20冊が発売されており（2011年9月現在）、巻数の表示には大字が使われている。また2003年にはテレビアニメ化に合わせ、「宮本武蔵編」・「寛永御前試合編」・「風雲幕末編」のハードカバー・ハードケース入り愛蔵版が計5冊で発売された（各巻の書誌情報については書誌情報を参照）。2019年5月時点で累計発行部数は1700万部を突破している。
- 収録巻はKCGM版のみ。愛蔵版は書名に編名が含まれている為省略する。

| 部 | 章名           | 編名           | 話数 | 掲載号                       | 収録巻              | 長期連載作品                                | 長期連載作品                                |
| -- | -------------- | -------------- | ---- | ---------------------------- | ------------------- | ------------------------------------------- | ------------------------------------------- |
| 1  | 陸奥八雲の章   | 宮本武蔵編     | 3    | 1989年7月号、1990年1 - 2月号 | 壱                  | 修 羅 の 門                                 | 第二部と同時掲載                            |
| 2  | 陸奥出海の章   | 風雲幕末編     | 4    | 1990年8月号・9月号           | 弐                  | 修 羅 の 門                                 | 第二部と第三部の間の休載時に掲載            |
| 2  | 陸奥出海の章   | 風雲幕末編     | 4    | 1991年8月号                  | 参                  | 修 羅 の 門                                 | 第三部と同時掲載                            |
| 2  | 陸奥出海の章   | 風雲幕末編     | 4    | 1991年9月号                  | 参                  | 修 羅 の 門                                 | 第三部を休載して掲載                        |
| 3  | （陸奥）雷の章 | アメリカ西部編 | 1    | 1992年10月号                 | 四                  | 修 羅 の 門                                 | 第三部を休載して掲載                        |
| 4  | （陸奥）圓の章 | 寛永御前試合編 | 5    | 1993年11月号・12月号         | 伍                  | 修 羅 の 門                                 | 第三部と第四部の間の休載時に掲載            |
| 4  | 陸奥天斗の章   | 寛永御前試合編 | 5    | 1994年1月号 - 1994年3月号    | 六                  | 修 羅 の 門                                 | 第三部と第四部の間の休載時に掲載            |
| 5  | 陸奥鬼一の章   | 源義経編       | 12   | 1997年1月号 - 12月号         | 七 - 拾             | 「修羅の門」第四部と「海皇紀」の間に連載    | 「修羅の門」第四部と「海皇紀」の間に連載    |
| 6  | 陸奥辰巳の章   | 織田信長編     | 7+1  | 2001年9月号・10月号          | 十一                | 海 皇 紀                                    | 休載して掲載                                |
| 6  | 虎彦と狛彦の章 | 織田信長編     | 7+1  | 2001年11月号 - 2002年4月号   | 十二・十三（表/裏） | 海 皇 紀                                    | 休載して掲載                                |
| 7  | 陸奥天兵の章   | 西郷四郎編     | 2    | 2003年10月号・11月号         | 十四                | 海 皇 紀                                    | 休載して掲載                                |
| 8  | 陸奥左近の章   | 雷電爲右衞門編 | 3    | 2005年9月号 - 11月号         | 十五                | 海 皇 紀                                    | 休載して掲載                                |
| 9  | （不破）現の章 | 昭和編         | 5    | 2015年10月号 - 2016年2月号   | 十六・十七          | 「修羅の門 第弐門」と「龍帥の翼」の間に連載 | 「修羅の門 第弐門」と「龍帥の翼」の間に連載 |
| 10 | 陸奥狛彦の章   | 東国無双編     | 2    | 2019年6月号 - 2019年7月号    | 十八                | 龍帥の翼                                    | 休載して連載                                |
| 11 | 不破虎彦の章   | 西国無双編     | 3    | 2019年8月号 - 2019年10月号   | 十九                | 龍帥の翼                                    | 休載して連載                                |
| 12 | 陸奥庚の章     | 酒呑童子編     | 6    | 2024年1月号 - 2024年6月号    | 二十 - 二十二       |                                             |                                             |
| 13 | 陸奥桃李の章   | 安倍晴明編     |      | 2025年2月号 -                | 二十三 -            |                                             |                                             |

## 宮本武蔵編
『月刊少年マガジン』1989年7月号および1990年1月号・2月号に、本編である「修羅の門」と同時に掲載された。単行本の壱巻および、愛蔵版「宮本武蔵編」に収録。
江戸時代初期を舞台に、陸奥八雲と宮本武蔵の対決を描く。

### あらすじ（宮本武蔵編）
陸奥一族の陸奥八雲（やくも）が山茶屋で麦飯を食べていると、何者かに追われるその土地の若様・吉祥丸が林の中から現れる。吉祥丸は八雲の目の前で刺客により斬られそうになるが、刺客がそれと知らずに宮本武蔵へ刀を向けた為、結果として助けられる。吉祥丸の家老から用心棒になるよう頼まれるが武蔵は断り、代わりに目前で刺客が両断されても目を背けず、麦飯の椀に止まった蝿を無造作に箸で摘まむ八雲を推挙した。文無しであった八雲は山茶屋の勘定5文を払ってくれる事を条件に用心棒になる。吉祥丸は男の格好をしていたが、実は藩主である父を殺して家を乗っ取った叔父に復讐する為、家老に男として育てられた姫であった。家老は刺客に狙われない為、女に戻る様に薦めるが吉祥丸は頑として拒否する。そして、吉祥丸が外に出歩いていると叔父に雇われた柳生兵馬が率いる新たな刺客に囲まれるも、八雲がこれを倒す。5文分の働きはしたと、八雲は去っていった。
一年後、女に戻った吉祥丸=詩織は政略結婚させられそうになった為、八雲を追って城を飛び出していた。安芸国で詩織は、再び食事の勘定を払えずにいた八雲と再会するも、安芸国福島家の雪姫が八雲を気に入ってしまった事で、兵法指南役の九鬼一門と八雲との争いに巻き込まれてしまう。詩織を人質に捕り、鉄砲隊まで揃えていた九鬼一門であったが、八雲に悉く倒される。九鬼一門との闘いを見守っていた武蔵は八雲に闘いを挑み、二刀流を持って八雲を追いつめるも、奥義『無空波』に敗れる。しかし、八雲も武蔵の刀を受ける為、自身の刀を抜いてしまったことから八雲は「引き分け」という評を下した。
八雲を新たな兵法指南役に召し抱えようとする雪姫に、詩織の払った飯代の働きが済んでいないと八雲は辞して、詩織と2人で何処かへと旅立つのであった。

### 登場人物（宮本武蔵編）

#### 武芸者
陸奥 八雲（むつ やくも）
声 - 高橋広樹
159?年生まれ。飄々としており、掴みどころの無い、正に雲の如き人物。
陸奥圓明流は無手で闘う為、剣等の武器は使わないのだが、武蔵との死闘では、防御の為とは言え、陸奥の歴史上初めて利用してしまう。それ故、武蔵との死闘は「敗北」ではないが「勝利」でもない、「引き分け」というのが八雲による評。
宮本 武蔵（みやもと むさし）
声 - 松山鷹志
『修羅の刻』に於いて、本来は無手の武術である陸奥圓明流の使い手が刀を抜かされ唯一引き分けた相手。生涯無敗の剣客とされ、鬼神の如き気を発する。また、人物眼も確かなものを持ち、初対面で八雲の実力を見抜いている。
柳生 兵馬（やぎゅう ひょうま）
声 - 田中允貴
暗殺、抹殺の手練である実力者。柳生流を脅かす存在を陰で仕留める役目を持つ剣術のみでなく体術も究めた裏柳生という流派の人物で、詩織への刺客として雇われるが用心棒の八雲が放った陸奥圓明流の技・「雷」を受け死亡。
九鬼 数馬（くき かずま）
声 - 楠大典
九鬼兄弟長男。九鬼無双流の使い手。八雲に斬馬剣をかわされた上に殴られ死亡。
九鬼 源次郎（くき げんじろう）
声 - 園岡新太郎
九鬼兄弟次男。九鬼無双流の使い手で、新三郎からは剣の腕はあるいは日本一かと評される程の実力者。但しこれに弟の新三郎は「性格さえまともなら家督を継げた」と付け加えており、本人も自身の素行の悪さを認め、亡き父からも嫌われていた。作中を通して道場の権威争いを他人事の様に傍観している点をみると、本人もその類の政治的な物事に全く興味ない模様。
しかし武芸者としては芯が通っている様で、正々堂々と八雲との一対一の立ち合いを挑んだ。無手の八雲に剣の間合いを悟られない様居合いを使って一撃必殺で仕留めようとするが、抜き手の拳を殴られて体勢が崩れた所を八雲の間髪入れぬ蹴りを受けて死亡。なお、亡き父が遺した「陸奥とは絶対に事を構えるな」という遺言を最期まで気に留めていた。
小説版では、強姦に失敗した新三郎に、抜刀してその恐怖で詩織に貞操を諦めさせる場面があり、漫画版では無かった凶悪な一面が描かれた。
九鬼 新三郎（くき しんざぶろう）
声 - 牛村友哉
九鬼兄弟三男。九鬼無双流の使い手。「戦いは兵法」とする知略家で、鉄砲まで用意して、周到に準備を重ねた上、多勢を持って八雲と戦う。しかしこの「兵法」の為に詩織を人質に取る卑怯さ（これには源次郎も軽蔑する様な態度を取っている）に八雲は激怒し、陸奥圓明流の技の前に策略は一切通用する事は無かった。最期は八雲に投げられた上、喉に膝を落とされ死亡。
小説版では新三郎の心情がより克明に記され、長男の数馬を八雲に倒させる事で、冷や飯食らいの三男の境遇から抜け出し、九鬼無双流の家督を継いで当主になろうと考えていた。その為に人質に取った詩織を強姦しようとした（詩織の抵抗と源次郎の乱入があり、プライドの高い性格から興醒めして事には至っていない）。

#### その他（宮本武蔵編）
詩織（しおり）
声 - 升望
毒を盛り父を亡き者にした叔父に復讐する為男装し吉祥丸と名乗っていた。用心棒として雇った八雲を最初は嫌っていたが徐々に惹かれていく。宮本武蔵と八雲の決闘の数少ない目撃者。伊織との面識がある。最終的に八雲と結ばれたかは不明。
伊織（いおり）
声 - 菊池心
武蔵を慕い、弟子入りの為に彼の跡を追い旅をする少年。
沢庵宗彭（たくあん そうほう）
声 - 石原凡
諸国を巡っている僧。不思議な男と感じた八雲の居場所を武蔵に教える。
雪姫（ゆきひめ）
声 - 甲斐田ゆき
八雲に惚れ、詩織の恋のライバルとなる。九鬼一門を兵法指南役に雇っている安芸50万石福島家の姫。

## 風雲幕末編
『月刊少年マガジン』1990年8月号・9月号（「修羅の門」第二部と第三部の間）及び1991年8月号・9月号（同第三部途中）に「修羅の門」を休載して掲載。単行本の弐・参巻、及び愛蔵版「風雲幕末編」壱・弐巻に収録。
幕末を舞台に陸奥出海と坂本龍馬・新撰組との交流及び闘いを描く。

### あらすじ（風雲幕末編）
時は幕末。江戸の土佐藩邸にて行われた御前試合で坂本龍馬の剣の才能を目の当たりにした陸奥一族の陸奥出海（いずみ）は、龍馬はずば抜けて強いが優し過ぎて全力を出していないと感じ、本気の龍馬と闘いたいと、龍馬の通う千葉道場に居候を決め込む。そして龍馬と出海は友達となった。ある日、龍馬と出海は試衛館へ立ち寄る。そこには剣の天才沖田総司がいた。試衛館は小さな道場であった為、土佐藩邸での試合に参加出来なかった。その事に対し出海が挑発とも取れる無神経な発言をし、沖田の反感を買う。沖田は出海に仕合を挑む。天才ながらも若すぎた沖田は出海との差をまざまざと見せ付けられる。結局この試合は人斬り鬼・土方歳三により止められ、出海はもう少し月日が流れたら再び仕合をしようと沖田と約束をする。土方は出海と龍馬に自分らの前に立ち塞がるような事があれば斬ると言い放つ。試衛館を去った後、出海と沖田の対決を見てついに「本気」になった龍馬は、闘いたいと出海に告げる。闘いの末に敗れた龍馬は剣一筋に生きる事を諦め、世界の海への旅立ちを夢見る。
龍馬は自分の新たな夢を叶える為に幕末の世界を動かし、ついには薩長同盟が成立。しかし、それを良しとしない薩摩の手の者や伊東甲子太郎によって暗殺される。龍馬を守り切れなかった出海は、無為に時を過ごしていたが、沖田との約束を思い出し、病床の沖田と対戦。沖田の三段突きをかわし、死傷する程の蹴りを入れた際に、遺言として土方を「よろしくお願い」された事で、北走する土方を追う様に北海道へ。
五稜郭から単騎で新政府軍本陣まで討って出た土方の前に出海が立ち塞がり、闘う。土方の刀を敢えて踏み込み、斬撃の勢いの乗らない鍔元部分を身体で受け止め組み付いた出海の拳を受け土方は敗北。土方はもう思い残す事は無いと新政府軍へ突撃し、銃弾に倒れた。

### 登場人物（風雲幕末編）

#### 主要人物
陸奥 出海（むつ いずみ）
声 - 郷田ほづみ
1839?年生まれ。土佐藩での御前試合で桂小五郎らを破り優勝した坂本龍馬を最強の剣豪と見なし闘いを挑み、紙一重で勝利する。その後龍馬を影で支えていく。龍馬の死後は気力を失いただ海を眺める生活をしていたが、沖田との試合の約束を思い出し戦いに赴く。その底の見えない性格はまさに「海の如し」とは龍馬による評。戦う様は「修羅の如し」とは土方による評。
坂本 龍馬（さかもと りょうま）
声 - 遠藤章史
北辰一刀流・小千葉道場塾頭。
北辰一刀流免許皆伝の腕前を持つ。しかし、実際はそれ以上の実力を持つが、その優しさゆえに、自分も知らずに本当の力を抑えている。陸奥出海に負けた後、剣の時代は去ったと悟り自ら剣術を封印。その後、護身用として拳銃を携帯していたが、脅しに使う程度で人を撃つ気はなかった。力で物事を決めるのを嫌い、血を流さずに倒幕しようとする。大政奉還を実現し時代を変えるが、それ故に敵を作ってしまう。龍馬は刀を抜き相手を斬り殺せば切り抜けられたにもかかわらず、最後まで人を殺すことを拒み、伊東甲子太郎に暗殺される。その豪胆な性格、剣技を「海の如し」とは出海による評。

#### 新撰組
近藤 勇（こんどう いさみ）
声 - 石井康嗣
新撰組総長。
土方、沖田達が尊敬する人物。戊辰戦争の時は土方よりいち早く投降する。
土方 歳三（ひじかた としぞう）
声 - 楠大典
新撰組副長。
通称「冷徹な人斬り鬼」。剣技、用兵は相当な手練であり、戊辰戦争の最後の攻撃では敵陣に単騎で乗り込み掛けた程である。近藤を慕っており沖田と仲が良く、また、他の新撰組隊士からも慕われている。天然理心流ではあるが我流にも近い実戦的な戦法で、出海と死闘を繰り広げた後、思い残す事はこの世に無い、と官軍に突撃し多数の銃弾を受け戦死。
沖田 総司（おきた そうし）
声 - 中村悠一
新撰組一番隊組長。
優しい性格で、かなりの美少年。しかし、勝負をする時は人が変わった様に勝負に執着する。天然理心流の使い手で、剣の天才と出海に言わしめる程の人物。龍馬を殺したのが新撰組であると思った出海が屯所に乗り込んだ時、それは誤りであると伝え、去っていく出海に勝負を申し込むが肺を病んでいる事を見破られ、治った時に勝負しようと約束される。戊辰戦争の時は病（労咳）が悪化し自宅療養していたが、出海が来た時には「治った」と言い勝負を挑んだ。ルビは定説とされる「そうじ」ではなく、「そうし」の方が採用されている。
伊東 甲子太郎（いとう きねたろう）
声 - 嶋田久作
元新撰組参謀。
本作中での龍馬暗殺の張本人。時勢が変わり新撰組を抜けて、武力で幕府を倒すのに邪魔な龍馬の首を手土産に薩摩に取り入る。出海が外で半次郎と戦っている時に、人を斬る事を拒み、最期まで刀を抜かなかった龍馬を斬り殺した。土方にも強いと評価されるの腕だったが、龍馬殺害が伊東一派の犯行だと知った出海の逆鱗に触れ、瞬時に倒され死亡。ルビは定説とされる「かしたろう」ではなく、「きねたろう」の方が採用されている。

#### その他（風雲幕末編）
西郷 隆盛（さいごう たかもり）
中村半次郎らを従える、薩摩藩の人間。
中村 半次郎（なかむら はんじろう）
声 - 乃村健次
通称「人斬り半次郎」。示現流の使い手で暗殺や剣はかなりの手練。薩摩藩の人間で西郷隆盛の為なら死ぬ事も厭わず、また、邪魔をする者は消すという人物。龍馬を殺しに行こうとした為出海と闘う。出海に敗れ、止めを刺される直前に出海と龍馬とで撮った写真が出海の懐から落ち出海が取って返した為、一命を取り留める。
千葉 定吉（ちば じょうきち）
声 - 外波山文明
坂本龍馬の剣の師。出海の力量を見抜いた剣を理解する人物。ルビは定説とされる「さだきち」ではなく、「じょうきち」の方が採用されている。
千葉 さな子（ちば さなこ）
声 - 平田絵里子
千葉道場の娘。龍馬に思いを寄せる。形見となった龍馬の片袖は、実際に龍馬が着ていた着物の袖を破り出海に託した物となっている。
蘭（らん）
声 - 麻生かほ里
沖田の看護をしていた、異国の血が混じった女性。自分の髪や目等が日本人と違う事からコンプレックスを抱いている。しかし、沖田に綺麗だと言われた事により沖田に好意を抱く。目前で沖田を殺された蘭は、沖田の愛刀を抱いて出海が土方を追って北へと行く道中に付いて行く。その長い道中で彼に対して憎しみ以外の感情も抱く様になる。函館の地で土方と出海が対決するその直前、仇である出海にも綺麗だと言われる。戦いが終わった後、土方の遺体と共に函館から去る彼に「貴方が死ぬまで付いて行く」と告げる。天兵の母親であるかどうかは明らかにされていない。
おりょう
声 - 冨永みーな
坂本龍馬に好意を抱いていた女性。後に龍馬の妻となる。

## アメリカ西部編
『月刊少年マガジン』1992年10月号に、第三部途中であった「修羅の門」を休載して掲載。単行本四巻に収録。なお、この単行本四巻のみ、他の巻と異なりカバー裏が西部開拓時代風の装丁となっていて裏返して使用することが可能である。
西部開拓時代のアメリカ合衆国を舞台に第二部の主人公・出海の弟である雷（あずま）とインディアン達の交流を描く。
他の部同様に「アメリカ西部編」のみで完結したストーリーとはなっているが、本編は『修羅の門』のストーリーとも深い関わりを持ち、また唯一日本以外が舞台となっている等、『修羅の刻』の中に於いてやや特殊な部となっている。

### あらすじ（アメリカ西部編）
1人の男が日本からアメリカに渡り、砂漠で行き倒れていた。男は死を覚悟するが、そこにネズ・パース族の酋長マッイイツォが通りかかり、彼から「干し肉」を分け与えられる。男はマッイイツォに雷（あずま）と名乗り、「死ぬことをやめ」てネズ・パース族の村へ向かう事にする。雷はそこで、土地と家族を奪った白人への復讐心に燃える少女、ニルチッイと出会う。ニルチッイは「ドロッイイ」（イタチ / 弱虫野郎の意）の雷を嫌い、彼が止めるのも聞かずに「クー」（復讐）の為自身1人で仇の白人である「死の五人組」の住む村へ向かう。雷もニルチッイを追った。
雷の助力もあり、ニルチッイの復讐は完遂。しかし、アメリカ政府軍はこの復讐行をインディアンの反乱とみなし、騎兵隊による大規模な攻撃がネズ・パース族に加えられる事になった。全滅覚悟で部族の誇りと共に死のうとするマッイイツォらに対し、雷は自分が騎兵隊を食い止めるから、逃げられるのならば逃げる様に進言する。
雷は単独で騎兵隊の大軍に立ち向かい、将軍を殺害する事で騎兵隊の進行を一時停止させた。
全身に銃弾を受け死にゆく雷に、マッイイツォは弱虫扱いした事を涙ながらに詫び、その上で部族を助けた理由を尋ねると、雷は陸奥の家訓である「富める者からの恵みは感謝するだけで良いが、そうで無い者からの恵みの恩を忘れない」事が理由と答えた。そして、将来、この地に陸奥を名乗る者が神に戦いを挑んできたときの助力を請うて息を引き取った。
（修羅の門 第三部へ）
ニルチッイは雷の最期の言葉「死ぬなよ」を守り、再会を信じて130歳以上生きる。彼女の言葉を受け、マッイイツォの名を継いだ若者は「神に戦いを挑んできた」「陸奥を名乗る者」、『修羅の門』の主人公である陸奥九十九に助力する事になる。

### 登場人物（アメリカ西部編）
（陸奥） 雷（むつ あずま）
「風雲幕末編」の出海の弟。小船で寝ていた所、係留索が外れ知らない内に船が沖へ流され遭難。偶然通りかかったアメリカの船舶に救助され、そのまま単身アメリカへと渡る。なお、雷は陸奥の名を継いでいない為単行本目次では「陸奥雷の章」の「陸奥」の字が薄く印刷されている。兄である出海をして「変わり者」と評される極端なのんき者で臆病な所があるが、非常に心優しく義理堅い性格の人物。
出海からも自身に万が一の事があれば「陸奥の“名”」を託せるだけの力を持っていると言われる描写があるが、雷は自分が本来の圓明流の技を使えば簡単に人が死んでしまうと恐れている。その為自らの手で直接人を殺める事を忌避し、物語の最後で騎兵隊に突撃する時まで雹のみで戦い一切打撃技を使わなかった。「雹」（弾丸などを素手で飛ばす技）の速度はワイアット・アープの早撃ち（抜き打ち、quick draw、Fast draw）をも凌ぐ速さ。
ジルコォー・マッイイツォ
ネズ・パース族の長。名前は「穏やかな狼(quiet wolf)」の意。物語冒頭で飢え死にしかけた雷に干し肉を与えた命の恩人。
ニルチッイ
「死の五人組」に家族と領土を奪われ、復讐を誓う少女。名は「風」の意。弓矢を用いた射撃の名手。
ワイアット・アープ
雷が潜入した町を担当する保安官。愛用のバントラインスペシャルを用いた早撃ちでその名を轟かせ、西部最強のガンマンと称されている。雷の強さを見抜き、トンプスン兄弟の死を予言した。
リーガン
町の権力者。「死の五人組」を金で雇い私腹を肥やしている。ニルチッイに「クー」を果たされ死亡。
ベン・トンプスン
ワイアット・アープと西部で一・二を争うガンマン。「死の五人組」の1人。ビル・トンプスンの兄。ニルチッイを傷つけたため、雷の怒りに触れ瞬殺される。
ビル・トンプスン
「死の五人組」の1人。ベン・トンプスンの弟だが、射撃の腕前はさほどではない。兄共々、雷に殺される。
ジェイク
「死の五人組」の1人。銃を抜くのが速く、それを良い事にギャンブルではイカサマがバレても開き直り、相手を脅して金を巻き上げる。ニルチッイに弓で射られて死亡。

## 寛永御前試合編
『月刊少年マガジン』1993年11月号から1994年3月号にかけ、「修羅の門」第三部と第四部の間に掲載。単行本伍・六巻及び愛蔵版「寛永御前試合編」壱・弐巻に収録。
江戸時代初期、寛永年間を舞台に、陸奥を名乗る少女・圓と彼女への助力を約束した謎の人物・天斗の2人を中心に、御前試合の顛末を描く。「宮本武蔵編」の続編に当たり、宮本武蔵・伊織親子が再登場している。

### あらすじ（寛永御前試合編）
徳川家康が天下を平定してから19年が経った。既に家康はこの世に亡く、3代将軍徳川家光の治世。寛永11年、家光は天下一の武芸者を決める寛永御前試合を開催すべく武芸者を招集する。今の天下に響く剣豪・宮本武蔵に出場を依頼したが、武蔵はそれを断り、養子・宮本伊織を推挙した。
御前試合出場の為の江戸への道中、伊織は柳生の手の者に囲まれる。伊織が彼らを片付けようとした時、突然、陸奥圓（つぶら）を名乗る女が乱入し、伊織に勝負を挑んできた。しかしその時、天斗（たかと）と名乗る男が猪と共に2人の間に突っ込む。
圓は実は真田幸村の九女であり、猿飛佐助に武芸を仕込まれていた。武名の高い「陸奥」を騙り出場者を討つ事で御前試合に出場し、試合を観覧する家光を討つ事を目的としていた。
野営の際、何者かに圓が捕らわれてしまう。天斗と佐助は柳生屋敷に乗り込むが、圓を捕えたのは柳生ではなかった。しかし、柳生屋敷で柳生十兵衛三厳に見初められ、天斗も御前試合への参加が決まる。圓を捕えていたのは、南光坊天海であった。天海は松平伊豆守信綱と共謀し、政治権力を増す柳生を潰す手駒として御前試合に送り込む武芸者を探していたのだった。真の目的を知らせず、金のためと思わせ、圓も御前試合への出場が決まった。
御前試合当日。天斗も圓も1回戦は勝ち上がったが、2回戦の圓の対戦相手は十兵衛となった。圓の高い技量は、十兵衛の本気を呼び起こす。勝ち目を見い出せない圓は、含み針で十兵衛を牽制すると、家光に襲い掛かかった。しかし殺害には失敗。圓の身代わりとなり、佐助が死んでしまう。天斗の助けで、家光を人質に立ち去ろうとするが、天斗の前に十兵衛が立ち塞がり、死合いを挑んだ。陸奥天斗という正体を明かし、十兵衛との激闘を制すると天斗は圓に持ち帰るのは幸村の遺した刀・村正か佐助の遺体かを問い、圓は「父の佐助」を選択する。伊織は天斗に付き合うほどの「獣」を心に棲まわせていないと、2人の行く道を空ける。
十兵衛は、精神に「獣」を棲まわせている天斗に付き合えるのは自分くらいだと、退屈したら会いに来るよう告げる。
時が流れ、十兵衛は満足げにほほ笑んで、謎の死を遂げた。

### 登場人物（寛永御前試合編）

#### 試合出場者
陸奥 天斗（むつ たかと）
声 - 遊佐浩二
1613年?生まれ。「宮本武蔵編」の主人公である八雲の子と思われる。圓に協力する形で御前試合に出場する。一見すると飄々としたのんき者だが、内実はまだ見ぬ強者との戦いを強く待ち望んでいる。彼の本性を十兵衛は「俺と同じ、強い者と戦いたいだけの馬鹿」、宮本伊織は「内に化物（けもの）が棲んでいる」と評した。片目を瞑るのが癖と語っていたが、これは後述する十兵衛と同じく、片眼を封じる事で遠近感を封じる（本来の実力を押さえ込む）事が目的であった。
最初は陸奥の一族である事を秘密にしており、圓が陸奥の名を騙っているのを知りつつ同行、御前試合に赴く。
柳生 十兵衛 三厳（やぎゅう じゅうべえ みつよし）
声 - 竹本英史
柳生新陰流（江戸柳生）の剣客。素人には判らないが、佐助曰く「武蔵よりずっと穏やかではあるものの、同じ質の剣気を持つ」という男。その圧倒的な剣気故に、自ら抑える事が難しいと語っている。また、立ち合いに於いて本気を出した際の「気」は武蔵にも匹敵する強烈なものである。冷静だが好戦的な性格で、あくまでも人質だったとは言え主筋である家光の命より天斗と戦う機会を優先する「強い者と戦いたいだけの大馬鹿」と自認している。少し手を合わせた程度で天斗の実力を見抜き、自身と同じく強者を求め続ける本性を察した。歴史上では隻眼だったとされるが、この物語では眼帯を着けているものの実は両眼とも見えている。これは強さを求めるあまり、敢えて片目を眼帯で隠す事で更なる高みを得ようとした為である。天斗との対決でその眼帯を外し、自らが追求した真の剣技を発揮するも敗北（その際、天斗に眼を潰され本当に隻眼になる）。父である宗矩には嫌われており、十兵衛も剣より弁舌で出世した宗矩を内心馬鹿にしている。別れ際に「退屈になったら訪ねてこい…いつでも相手になってやる」と天斗に伝えた。御前試合から年月を経た後に謎の死を遂げる。死因は明らかにされていないが、天斗との2度目の戦いによる可能性が暗示されている。
圓（つぶら）
声 - 鈴木真仁
真田幸村の九女。真田の生き残り。将軍家光の首を狙うため、御前試合への出場を目論んで陸奥を騙り、高名な兵法者に次々と勝負を挑む。
真田家に仕えていた佐助から護身術として忍びの技を仕込まれたが、佐助の想像を超える天稟を持っていた為、遂には佐助が持つ全ての技術を習得するに至った。その為、暗器の扱いや戦闘はかなりの腕前。しかしこの類稀な才能が仇となり、並の武芸者なら適当にあしらっていた十兵衛を本気にさせてしまう。
男勝りな性格で非常に負けん気が強い。一人称は「オレ」。
宮本 伊織（みやもと いおり）
声 - 渡辺浩司（青年期）、かねこはりい（老年期）
宮本武蔵篇に登場した少年が、武蔵の養子・弟子となり成長した青年。武蔵直伝の二天一流の継承者であり、師の代役として御前試合に赴く。
穏やかな性格の好人物で、天斗が評するところでは「剣の腕は十兵衛に伍するが、人の良さは師の武蔵に似ない」という。伊織自身も天斗や十兵衛の様な「鬼」や「修羅」を自らの内に秘めていないと悟っており、本作中では2人とは戦わなかった。
師である武蔵も、彼の実力について「伊織が負けた場合、この武蔵が負けたと受け取ってもらって結構」と断言するほど信頼を寄せている。天斗が評する通り、一寸の見切りや二刀流などの技を自在に使いこなす剣の達人。試合では柳生兵庫助利厳を二刀を用いた一瞬の早業で倒してのけ、二刀は実戦で使える技ではないという周囲の評価を覆した。
柳生 兵庫助 利厳（やぎゅう ひょうごのすけ としとし）
声 - 石井康嗣
尾張柳生の頭首で宗矩の甥。
老齢だが相当の手練。新陰流の正統は尾張柳生だと証明し、とって代わるために兵法指南役に命じられている江戸柳生を倒そうと試合に出るが、二回戦で伊織との試合で惜敗。また昔、武蔵が尾張徳川家に仕官しようとした時、「武蔵の剣は凡人に真似できるものではない」と諫め、武蔵の仕官を阻んだという過去を持つ。
東郷 重位（とうごう しげたか）
声 - 小村哲生
薩摩藩、島津家に仕える示現流の太祖。
老齢だが十兵衛も認める実力者。その初太刀は「梼の木」で木刀を一刀に両断する程の威力を持つ。一回戦で天斗と試合をするが己の意地を懸けた初太刀をかわされ、自ら負けを認めて退場。
田宮 長勝（たみや ながかつ）
声 - 高松直輝
抜刀田宮流の太祖田宮重正の子。
居合を旨とする流派である為、木刀ではなく例外的に刃引きの刀を用いて御前試合に臨む。その太刀筋の速さは、常人の目には映る事すら無いと評されている。一回戦の圓との対戦前、刃引きであれ刀が命中した際の危険性を警告する。しかし田宮流の特徴である長い柄を足で蹴り戻され、抜刀する事無く敗北した。
小野 忠常（おの ただつね）
声 - 平川大輔
小野派一刀流の使い手。
二回戦に出場する。しかし、天斗には程なくやられてしまう。柳生と同様、兵法指南役として試合に臨む。
高田 又兵衛（たかだ またべえ）
声 - かねこはりい
宝蔵院流槍術の高弟（後、宝蔵院流高田派槍術の開祖）。
槍を得物に、二回戦に登り詰める。
羽賀井 平馬（はがい へいま）
声 - 松本吉朗
羽賀井流の使い手。
一回戦にて伊織と試合をするがあっけなく敗退。
山崎 与左衛門（やまざき よざえもん）
新当流の高弟。
一回戦で十兵衛と試合をするが、一瞬のうちに木刀を弾き落され敗北。十兵衛曰く「つまらん相手」。

#### 試合を取り巻く者
佐助（さすけ）
声 - 宮澤正
圓の従者。かつては真田幸村の配下だった熟練の忍者。大坂夏の陣の最後の戦いの直前、幸村から村正を託され、圓を身篭っていた側室、苗を大坂城から逃がす様頼まれた。圓が生まれて苗が死ぬと、親代わりとして圓を育て上げる。最期は圓を庇って亡くなる。家光に投げた苦無はわざと外しており、天斗にその事を告げられた事で圓を翻意させた。
徳川 家光（とくがわ いえみつ）
声 - 内藤玲
江戸幕府3代将軍。歴史上では幕府の基盤を固めた人物とされるが、本作ではいざと言う時に失禁・気絶してしまう等気が弱く、圓には失望され天斗からも「首を取る価値も無い」と酷評される。
柳生 宗矩（やぎゅう むねのり）
声 - 亀山助清
江戸柳生の頭首で家光から惣目付に命じられている。柳生の剣を王者の剣、活人剣と謳い剣禅一如を語り将軍家に取り入った。その為、十兵衛や利厳などからその事を馬鹿にされ、政治外交剣、出世の剣と皮肉られている。
南光坊天海（なんこうぼう てんかい）
声 - 屋良有作
100に近い年齢でありながら未だ権力を求め、惣目付に命じられた柳生を潰そうと松平信綱と共謀する。
松平 伊豆守 信綱（まつだいら いずのかみ のぶつな）
天海と共謀して柳生を潰そうと企む。知恵伊豆とも呼ばれる策士。
宮本 武蔵（みやもと むさし）
御前試合への出場を断り、自分の代わりにと養子の伊織を推薦する。しかし、常人離れしたその剣気はいまだ衰えていない様で、御前試合への出場を勧めた使者を圧倒していた。
真田 幸村（さなだ ゆきむら）
故人。圓の父で、村正を子の守り刀として佐助に託す。村正は徳川に祟ると言われるため、圓はこの刀を「徳川を討て」という幸村の遺志だと思っている。

## 源義経編
『月刊少年マガジン』1997年1月号から12月号に掛けて、「修羅の門」第四部終了と「海皇紀」の開始の間に掲載。単行本の七巻から拾巻に収録されている。1年に渡って連載され、単行本も4冊と最長の作品となっている。
平安時代末期を舞台に、陸奥鬼一と源義経の交流を描く。

### あらすじ（源義経編）
源氏と平氏の2つの武家。平治の乱の平氏の勝利により、誰もが源氏の滅亡を考えていた。そんな中、源氏勢の若武者「牛若丸」は、平氏勢から追われ逃げ惑っていた。京の五条大橋（作者によれば現在の五条大橋ではなく、京の北東賀茂川を渡って下鴨神社に向かう為の橋、現在の松原橋付近）の下へ逃げ込んだ所で、彼は巨躯を誇る僧兵・武蔵坊弁慶に出会う。牛若丸は弁慶に平氏を討つ大望を打ち明ける。そこへ大橋に夜な夜な現れ、数多くの武士を打ち倒していた為『鬼』と恐れられていた陸奥鬼一が現れ、弁慶と闘う。弁慶は敗れたものの、牛若は自らの命を差し出して弁慶を救おうとする。そこへ平氏の配下の者が牛若を捕らえる為に現れる。牛若は平氏の者共の前で自ら元服を宣言し義経を名乗る。そこで『鬼』の幼女である静が一括すると平氏の配下の者共は逃げ出した。平氏の者の軟弱振りを見た弁慶は平氏を討つ事が万に一つは起こり得ると考えを改め、義経と主従を結ぶ。鬼一から金璽を借り受け、義経と弁慶は奥州平泉へと身を寄せる。
時は流れて、治承4年。兄・源頼朝が挙兵した事を知った義経は、藤原秀衡に迷惑が掛からぬ様に自身と弁慶、平泉に来る途中で配下となった伊勢三郎義盛の3人のみで頼朝に合流しようとするが、秀衡からの命（兄弟本人達の意思もあった）を受けた、義経を慕う佐藤兄弟も行動を共にする事になる。
頼朝は既に一度敗れ、富士川の戦いは後が無い状態だった。そんな中、頼朝の陣に合流した義経らは、鬼一とも再開する。鬼一は「頼朝の運を見る」として、富士川の水面に掌を打ち、寝ていた水鳥の大群が一斉に飛び立たせた。翌朝、源氏の軍はどうにか体裁を整えていたものの、平氏の軍は水鳥に驚いで姿を消していた。
木曾義仲との戦も制し、義経は平氏を討つ為に一ノ谷の戦いに挑む。鬼一が提案した作戦は一ノ谷の裏手の断崖絶壁からの逆落としであったが、義経はこれを遂行する。しかし、その後の屋島の戦いで佐藤三郎嗣信が義経を庇って討死する。
海上へと逃れた平氏を討つ為、熊野水軍の長・熊野別当を鬼一と静が誘拐して来て、義経が口説き落とし味方に付けた。そして壇ノ浦の戦い。義経は勝利を得るものの、鬼一は平氏の強者・平教経と闘い、共に海中へと消えた。
平氏を討つという願いは叶ったものの、大きすぎる義経の功績に頼朝とその妻・北条政子は危惧を抱く。頼朝の許可を得ずに後白河法皇から判官の位を授かったと、義経に追討の命を下した。逃避行の中、義経を庇って佐藤四郎忠信と伊勢三郎義盛が討死し、静は義経の子を身籠っていた事で逃避行の足手纏いとならない様鎌倉幕府に捕まる事を選ぶ。
義経と弁慶は再び藤原秀衡を頼って奥州へと逃れた。息子・虎若を産んだ静も鬼一に合流し、奥州へとやって来る。藤原秀衡が亡くなり藤原泰衡が跡を継いだが、鎌倉幕府からの圧力に耐えられなくなり、義経を討つ事を決意する。衣川館を護る為、弁慶は立ち往生。弁慶との再戦の約が果たされない事を知った鬼一は義経の身代わりとして自らの首を斬った。義経と静、虎若は鬼一に言われた通り、陸奥の隠れ里へと逃げ延びた。時が流れ、虎若が陸奥の名を継いで虎一となった。

### 登場人物（源義経編）

#### 陸奥一族
陸奥 鬼一（むつ きいち）
115?年生まれ。武蔵坊弁慶と闘い勝利した後に、その場に居合わせた牛若丸（源義経）の人を惹き付ける魅力と、その正直さから来る危うさに好感を持つ。
陸奥に伝わる金璽を授け義経に奥州へ行くように助言し、義経が奥州藤原家と強い繋がりを持つ切っ掛けを作る。義経が挙兵した後も、度々義経の前に現れ、助言をしたり、時には自ら戦ったりする等、軍師・戦力として義経が数々の戦に勝利する切っ掛けを与える。
その後、頼朝に処刑されかけた甥・虎若を救い合流、共に平泉へ。だが、鎌倉の強大な圧力に屈した藤原泰衡の命で館を襲撃された際に、妹・静に「源氏では無く陸奥として育てろ」と後事を託し、自身は義経の身代わりとなり、再戦の約条を果たす事無く逝った弁慶との勝負を望んで壮絶な最期を遂げる。
静（しずか）
静御前として知られる実在の人物。本作では陸奥鬼一の妹として陸奥の一族に連なる人物とされている。舞いの名手で絶世の美女。義経と両思いになり虎若（後の虎一）を産む。
陸奥 虎一（むつ こいち）
幼名・虎若（とらわか）。1186年生まれ。義経と静の息子。生後間もなく砂浜に埋められながらも強靭な生命力で生き延び、鬼一に助けられる。その後祖父によって陸奥として育てられ、母から鬼一の刀と陸奥の名を継ぎ、「虎一」の名を与えられた。生まれ落ちたその瞬間から修練を積む陸奥や不破に置いて、約三歳から修練を始めて陸奥の名を継いだ例外的な人物。もっとも、数え三歳にして鬼一の脚に蹴りを入れて伯父の欲目もあったのだろうが「いい蹴りだ」と褒められていた。
鬼一の父
名前・生没年不明。鬼一・静の父で、鬼一、そして虎一を鍛える。

#### 義経の仲間
源 九郎 義経（みなもと の くろう よしつね）
力もなく武士らしからぬ容貌でよく泣くが、真っ直ぐな瞳で人を惹き付ける魅力は抜群にあり、用兵や統率力に優れ大将の器を持つ若武者。また、しばしば鬼一の助言に従い戦をする。陸奥鬼一をして「誰よりも丈夫（ますらお）の心を魅く丈夫だ」と言わしめる程の実直な人柄は、弁慶や鬼一を始めとする多くの者達に慕われた。
武蔵坊 弁慶（むさしぼう べんけい）
義経四天王。薙刀を得物とし、怪力無双の巨体を持つ僧兵。その強さ故に昔から鬼の様だと言われているが（義経は鬼は鬼でも善鬼と呼ぶ）普段は穏やかで礼儀があり、鬼の様になるのは丈夫と戦う時だけである。
伊勢 三郎 義盛（いせ さぶろう よしもり）
義経四天王。坂東の武士だったが、平治の乱で平氏に源氏が敗れた事により野盗になる。その後、奥州まで逃げる時に捕まりそうになった所を義経一行に助けられる。義経の真っ直ぐさに魅せられ、また、真っ直ぐなだけでは世の中は渡れぬと義経の供をする。吉野山で追っ手に囲まれた時に義経の影武者となった忠信の付き人として戦い、囲みを破って逃走した後、伊勢で守護を襲い奮戦の後、自害する。
佐藤 三郎 嗣信（さとう さぶろう つぐのぶ）
奥州藤原氏に仕える佐藤兄弟の兄。後に義経に惚れ込み、義経四天王として付き添う。
短気でせっかちな性格。屋島の戦いで義経が自分の落とした弱弓が平氏の手に渡ると馬鹿にされて味方の士気が下がるからと、落とした弓を拾おうとした際、義経を狙った教経の矢から身を挺して庇い死亡。
佐藤 四郎 忠信（さとう しろう ただのぶ）
佐藤兄弟の弟。後に義経四天王。
嗣信と対照的に温和で、冷静な性格。兄と同様に義経に付き添う。吉野山で追っ手に囲まれた時に影武者として義経を逃がす為の囮となり死亡。

#### 源氏勢
源 頼朝（みなもと の よりとも）
源氏の棟梁として平家打倒に立ち上がる。義経の兄だが源氏の棟梁が2人になることを恐れ、出来のいい弟を疎んでいる。知盛曰く、猜疑心が異常な程強く、哀れな程奥州藤原氏を恐れている。北条家を後ろ盾としており、妻・政子には頭が上がらない。
その人の目を見て「善き人」であるか判断する義経であったが、富士川の戦いの後に再開した際には義経は感涙で頼朝の目を見る事は叶わなかった。
北条 政子（ほうじょう まさこ）
源頼朝の妻。別名「尼将軍」。頼朝は側室も作れない程彼女を恐れている。かなりの権力を持ち、実質的に鎌倉を動かしていると言っても過言ではない。時に、頼朝も戸惑う程非情な手段を用い、義経達を苦しめる。頼朝の死後、待っていたかの様に牙を剥き、瞬く間に幕府を乗っ取る。
梶原 景時（かじわら かげとき）
頼朝が源氏の棟梁を2人と作らない為に義経の軍監として功を立てさせない様に付けた、いわゆる「梶原の讒言（ざんげん）状」で有名な人物。しかし、義経一行には軽くあしらわれ、頼朝への報告に事実を曲げ義経の功を伏せる事しか出来ない。しかし、それが頼朝の猜疑心によって功を奏し、義経追討の引き金となった。
畠山 平次郎 重忠（はたけやま へいじろう しげただ）
坂東一の武士。元は平氏の出。頼朝には疑問を抱きつつも、忠実に従う家臣。鬼一と勝負するが、自分には鬼一と戦った弁慶、教経のような「鬼」は備わっていないと悟り、自ら敗北を認める。
土肥 実平（といの さねひら）
平家討伐の際に範頼の軍監として加わる。義経にも協力的。
土佐坊 昌俊（とさのぼう しょうしゅん）
頼朝の命で義経の館を襲ったが為に鬼一に殺される。
木曽 義仲（きそ よしなか）
入京した後の我が物顔の振舞いが法皇の怒りに触れ、義仲追討の命が出される。義経はその討伐に向かい、義仲に降伏するか、それが叶わぬなら木曽に逃げる様に言う。本来、義経の勝ち戦にも関わらず逃げる様に言った、その人柄に感服して木曽に帰る。その間際、鎌倉と法皇には心を許すなと告げる。
巴御前（ともえ ごぜん）
女武者だが強い、義仲と愛し合っている人物。

#### 平氏勢
平 宗盛（たいら の むねもり）
清盛亡き後の暗愚な大将。負けそうになると一番に逃げ出し、他の親族からの信頼は薄い。
平 教経（たいら の のりつね）
平氏の勇将。鬼一も認める実力者で戦には欠かせない人物。知盛の知略に全幅の信頼を置いており、また、知盛からもその勇猛さに絶対の信頼を置かれている。壇ノ浦の戦いでは鬼一との死闘の果てに負けを悟り、義経を道連れに海へ身を投じようとするが、またも鬼一に阻止され、鬼一と共に海中に消える（鬼一はその後、海から生還する）。
平 知盛（たいら の とももり）
惰弱な大将の宗盛を補佐する実質的な平氏の指導者。手練の兵法家であり智謀知略に富んでいる。陣立てや戦況、人相を見る観察眼はかなりのもので、他の親族からの信頼は厚い。壇ノ浦の戦いで完璧と思われた陣立て、戦法をとるが、教経が鬼一に敗れるという計算外の事態が起こり、また、そうしている内に潮の流れが変わった為に敗北。鎧を二領装着して海へ身を投げ死亡。

#### 奥州藤原氏
藤原 秀衡（ふじわら の ひでひら）
奥州17万騎を擁し、唯一平氏から独立している武家集団の長。かなりの老人だが王者の風格を備える名君。奥州は昔、陸奥一族により守られた過去があるので奥州は陸奥と共にあり、陸奥は奥州の守護神という言い伝えから鬼一の金璽を事の外重んじる。
藤原 泰衡（ふじわら の やすひら）
秀衡の亡き後に家督を継ぎ、義経と国衡で3人で力を合わせて奥州藤原氏を守る事を誓う。しかし、鎌倉の強大な圧力に屈してしまい、義経の館を襲撃する。
藤原 国衡（ふじわら の くにひら）
秀衡の長男。

#### その他（源義経編）
湛増（たんぞう）
21代熊野別当。兵2000、船200艘を率いる熊野水軍の長。
鬼一と静の仲介で義経と会い、「馬鹿は嫌いだが、大馬鹿なら話は別」と、その真っ直ぐな人柄に魅せられ源氏に味方する事を決める。
後白河法皇（ごしらかわほうおう）
義経と頼朝を仲間割れさせて、権力を取り戻そうと企む。

## 織田信長編
『月刊少年マガジン』2001年9月号から2002年4月号に掛けて、「海皇紀」を一時休載して連載。単行本の十一巻から十三巻及び十三巻裏に収録。
戦国時代を舞台に、伯父である織田信長の為にと暗躍する陸奥の双子・虎彦と狛彦を描く。陸奥圓明流から不破圓明流が分かれた経緯が明かされている。
最終話は双子のそれぞれに焦点を合わせた表と裏の2話が描かれ、この裏を収録した単行本が十三巻とは別に「十三巻裏」として発売された。最終話以外はほぼ同じ内容だが、連載時に掲載された話から、表裏の視点に合わせて一部描写を抜き取る形で収録されている。

### あらすじ（織田信長編）
混沌とした戦国時代。日本各地で戦があり、大大名に小さな家は飲み込まれ消えていっていた。尾張の織田家もその中にいた。名君、猛将として家を守り抜いた織田信秀は病に負け、跡を継いだ大うつけと言われる織田信長は相撲や遊びに明け暮れていた。そんなある日、信長が相撲をしていると陸奥一族の陸奥辰巳（たつみ）が現れた。信長の部下や信長自身も相撲で倒すと、賭けの代金として握り飯を貰うが、自身が賭けの対象だと思った琥珀は辰巳に付いて行き、信長も「鬼」との血縁を求めて琥珀を辰巳に嫁がせた。
数年後、今川義元が上洛すべく軍勢を動かした際に、討って出た信長の前に辰巳の子供、狛彦と虎彦が現れ義元が桶狭間に本陣を構えた事を伝える。野営の為、桶狭間山に本陣を構えていた義元であったが、辰巳の襲撃により山を追い落とされてしまう。その混乱の中、信長の軍が義元を討ち取る。その後、辰巳から琥珀が死んだ事を伝えられた信長は、琥珀への手向けとして天下布武へと本格的に乗り出す。
金ヶ崎の退き口では、殿軍となった木下藤吉郎（後の豊臣秀吉）に狛彦と虎彦が策を授けると共に助力を行った。
浅井氏・朝倉氏・石山本願寺・甲斐の武田信玄らに信長包囲網を破れずにいる中、武田信玄が動き出す。信長はこれに対する為、狛彦と虎彦に武田信玄と雑賀孫一を討ち取る事を依頼する。狛彦と虎彦は共に「つわもの」である孫一を討つ事には異論が無かったが、只の大名に過ぎない信玄を討つ事は断った。信長は無理強いはしなかったが、浅井・朝倉の押さえに派遣している藤吉郎や自身の勝ちすら覚束ない戦いを行おうとしている事を知ると、虎彦が信玄を暗殺する事を受ける。一方、狛彦は息子の小一が弾込めに協力する事で鉄砲を速射する孫一と死闘を繰り広げるが止めは刺さず、孫一が2、3年は戦場に出ないという約を呑ませ、一時的に信長の窮地を救うに留めた。
その後、戦場で再び狛彦と相まみえ戦い倒れた孫一を信長が無残にも晒し首にした事で狛彦は信長から離れるが、一方、虎彦は信長の下で暗殺を続けた。やがて、本能寺の変。信長を護ろうとする虎彦の前に狛彦が立ち塞がる。人の世の事は（修羅ではない）人同士で決めれば良い。根が優しい虎彦を本気にさせるには、この時しかない……と。
孫一と闘った事で恐怖を知っていた狛彦は、狛彦との対戦で初めて恐怖を知った虎彦に辛勝し、「陸奥」の名を継ぐ。
光秀を討ち、信長の遺体を安土城の焼け跡に埋葬した虎彦は、もう負けたくはないと心情を吐露し、辰巳から「不破」の名を与えられる。

### 登場人物（織田信長編）

#### 陸奥一族
陸奥 辰巳（むつ たつみ）
声 - 浜田賢二（戦国大戦）
若き織田信長と出会い、成り行き上信長と相撲を取るが、完膚無きまで組み伏せ、信長に初めて『恐怖』を教える。その時に、賭けの代償として信長の腹違いの妹・琥珀を妻として貰い受ける。歴代の陸奥伝承者の中で誰と結ばれ子を成したかがはっきりしている珍しい人物。その後、桶狭間の戦いにて窮地の信長の前に現れ助力し、織田軍が勝利する切っ掛けを作る。
桶狭間の戦いの後、姿を現さなかったが、狛彦と虎彦の闘いの後、それぞれの前に現れ、狛彦に陸奥の名を継がせ、虎彦に不破の名を与える。
ちなみに桶狭間の戦いの一月前に妻・琥珀と死別しており、双子が長じた後は一線を退き、妻の墓守をして過ごしていた。
セガのトレーディングアーケードカードゲーム『戦国大戦』にSS（戦国数寄）陸奥辰巳としてカード化されている。
狛彦（こまひこ）
1555年生まれ。辰巳と琥珀の子で虎彦とは双子の弟で、区別は着物の右袖が無い方。虎彦と共に伯父である信長を助けながらも、陸奥として「強者との戦い」を求めて孫一と闘い、信長の苛烈な性質に徐々にその心を離していく。本能寺の変にて、信長を救おうとする虎彦の前に敢えて立ち塞がって闘う。その闘いに勝ち、陸奥の名を継ぐ。
虎彦（とらひこ、不破初代）
1555年生まれ。辰巳と琥珀の子で狛彦とは双子の兄で、区別は着物の左袖が無い方。伯父である信長を思いやり、暗殺等によってその手を汚していく。
狛彦との闘いに破れた後、父によって不破の名を与えられ、陸奥から分家する。
琥珀（こはく）
織田信長の腹違いの妹。賭けの代償として信長が陸奥辰巳に差し出そうとするが、拒否した辰巳に対し、自分の意思で辰巳の後を追い、妻となる。信長と非常によく似た性格をしており、信長も「一度こうと決めたら絶対に曲げぬ」と辰巳に教えた。
双子（後の狛彦と虎彦）を産み、自分の名を削ってそれぞれに名付けた。しかし、双子を産んだ事が原因で体調を崩し、双子が5歳になった後に病死。

#### 織田家
織田 信長（おだ のぶなが）
織田家の当主。若い頃から「うつけ」と呼ばれるが、己が意志・信念に従い天下布武を目指して悪名・汚名を負いながらも戦う。それ故に虎彦に暗殺という「意に添わぬ闘い」をさせてしまった事には涙を流した。
帰蝶（きちょう）
信長の妻。濃姫。双子から「母さまのにおいがする」と懐かれ、信長から琥珀の子と聞かされる。子が居なかった為にどちらかを養子として貰い受けようとしたが、辰巳に「陸奥の子は陸奥（しゅら=修羅）にしかなれない」と断られてしまう。
木下 藤吉郎（きのした とうきちろう）
信長に付き従う、金ヶ崎の退き口ではしんがりを務める程の忠臣。しばしば虎彦と狛彦の助言に従い手柄を立てる。
明智 光秀（あけち みつひで）
本能寺の変を起こす。秀吉の軍勢に敗れた後、怒りに燃える虎彦に殺される。

#### 雑賀衆
雑賀 孫一（さいか まごいち）
傭兵集団雑賀衆を率いる鉄砲大名の頭。その鉄砲は神業の域に達しており、驚くべき遠さから正確無比に標的を貫く事が出来る。百戦錬磨の兵法家でもあり、戦の統率力、用兵は信長も認めるほどである。織田と本願寺が対立した際には、顕如を手助けして、本願寺側に付く。
狛彦と闘い、その時に指摘された事から「鉄砲を撃つという気配」を消す修練を行い、合戦場で狛彦と対峙した。
蛍（ほたる）
雑賀孫一の娘。孫一の才能を継ぎ、鉄砲の天才的な技量を持つ。孫一死後、最初は父を直接屠った狛彦を仇と狙うが晒された孫一の首を抱いて泣く狛彦を見て、彼への憎悪と仇討ちの意思を挫かれる。以後は信長こそ父の仇と定め、狛彦と行動を共にする。そして本能寺の変にて信長を鉄砲で撃ち、止めを刺す。
「東国無双編」では狛彦の妻となっている。
小一（こいち）
雑賀孫一の長男。10歳前後でその早蓋は孫一に天下一と認められる。孫一の立派な右腕として活躍する。

#### 織田家の敵
本願寺 顕如（ほんがんじ けんにょ）
雑賀孫一率いる雑賀衆を雇う。織田家と対立し、熱戦を繰り広げるが、顕如自身は戦には出ない。
今川 義元（いまがわ よしもと）
駿河に勢力を持つ大大名。桶狭間の戦いで信長に破れ討死する。
浅井 長政（あざい ながまさ）
信長の妹・お市を娶り信長と同盟を組むが、信長を裏切り、古くからの縁がある朝倉方につく。その後、金ヶ崎にて木下藤吉郎と対峙する。
武田 信玄（たけだ しんげん）
武田騎馬隊や乱波衆を擁する、信長ですら脅威とする老練の将。三方ヶ原の戦いで徳川家康に勝利を収めるが、上京する進軍中に虎彦に暗殺される。

## 西郷四郎編
『月刊少年マガジン』2003年10月号・11月号に「海皇紀」を一時休載して掲載。単行本の十四巻に収録。明治時代を舞台に陸奥天兵と西郷四郎の闘いを描く。「修羅の門」第四部へ間接的に繋がる話となっている。

### あらすじ（西郷四郎編）
明治時代中期の東京。講道館門下の柔道家・前田光世は、車屋を袋叩きにしていたヤクザを柔道技で倒した、会津訛りの小柄な中年男に出会う。男をかつての講道館四天王・西郷四郎と見た光世は後を付いていき、ある河原まで来ると四郎は、光世に講道館出奔の理由を語り始めた。話は明治15年、四郎が嘉納治五郎に見初められ講道館に入門した日の、見た事もない投げ技を使う子供との出会いに遡る。

### 登場人物（西郷四郎編）

#### 陸奥一族
陸奥 天兵（むつ てんぺい）
1872年生まれ。出海の息子。初登場は10歳の頃であり、四郎と初めて対峙する。その時に手加減はしたとはいえ、道場生に放った「雷」に寒気がする様な感覚を覚えた四郎に、子供ながら脳裏を離れない強烈な印象を焼き付けた。それから8年、田中十蔵の娘の切っ掛けもあり四郎に果たし状を渡し、青い月の下で決闘をする。
陸奥 出海（むつ いずみ）

天兵の父。天兵に陸奥の名を譲る。「風雲幕末編」の主人公。

#### 講道館
嘉納 治五郎（かのう じごろう）
講道館柔道の創設者。
四郎の天賦の才を見抜き、井上道場から譲ってもらう。元は学士であるが、本物を見抜く心眼を備えている。
西郷 四郎（さいごう しろう）
講道館四天王の1人。
『修羅の門』、『刻』シリーズには珍しく陸奥よりも身長が低い。5尺そこそこの体格ながら、山嵐や御式内などの技に加え、蛸足や猫など柔道家としての天賦の才を持つ。その事から、嘉納は「私の柔道の結晶」とまで言わしめる。
会津藩出身で会津弁である。実は、家老・西郷頼母の隠し子でもある。
天兵との決闘では、初めは瞬たく暇も与えない様な投げ技で圧倒する。しかし、足を払うだけの技では人は死なないと悟ると同時に、強い者と戦う高揚した気持ちが抑え切れずに、禁じられていた御式内を開放する。自分でも感じていた「鬼の血」をさらけ出し追い詰めるが、天兵が渾身の力で放った「雷」を受け敗北。その時の負傷により、蛸足を失う。その後は、田中十蔵の娘の家で療養して一命を取り留めた。表面的は、嘉納に留守を託されたが出奔、その為に講道館を追放となったという事になっている。
横山 作次郎（よこやま さくじろう）、山田 常次郎（やまだ つねじろう）、山下 義韶（やました よしつぐ）
講道館四天王。
前田 英世（まえだ ひでよ）
後に前田光世と改名。四郎が去った後に講道館に入る。横山作次郎に鍛えられ三段を与えられ、道場では敵無しの実力となる。作次郎には「お前は四郎に似とる」と言われ、気に掛かっていた。
四郎に陸奥の話を聞いた後、どうすれば陸奥に勝てるかと聞くと「道を捨てる事」「実戦」「他国の武技とやってみるのも良い」と言われる。
なお、『修羅の門』には直接登場しないが、養子「前田三郎」がいるとされ、その息子「ケンシン・マエダ」が『修羅の門』第四部（名前が挙がるのみ）、『修羅の門 第弐門』、「昭和編」に登場する。

#### その他（西郷四郎編）
田中十蔵
戸塚派揚心流柔術師範。仲間と共に講道館へ道場破りに来たが西郷四郎に敗れる。その後の講道館柔道の隆盛に、世間からは古い柔術は弱いと印象を持たれ、少ない門弟も去り落ちぶれてしまう。その後、金の為に見世物に出場してアメリカ人の拳闘家崩れと惨敗し（但しそれを見ていた天兵には、最初の一手を誤っただけで弱くないと評されている）、自宅で療養するが死亡する。
田中十蔵の娘
田中十蔵の娘。柔道で楊心流柔術の門弟を破った四郎に、逆恨みとは解っていながらも憎しみを抱いている。

## 雷電爲右衞門編
『月刊少年マガジン』2005年9月号から11月号にかけて、「海皇紀」を一時休載して連載。単行本十五巻に収録。江戸時代を舞台に雷電爲右衞門と陸奥3代との闘いを描く。本作の執筆以前に発表された本編「修羅の門」第四部には、当時の陸奥が雷電と闘ったという言及が僅かにある。

### あらすじ（雷電爲右衞門編）
天明三年（1783年）、小諸藩で行われた祭礼の御前相撲に飛び入りで参加した太郎吉少年は、強烈な張り手で相手を倒して藩内の評判となり、力士を志して江戸へ上る。谷風梶之助の内弟子として数年間稽古を積んだ太郎吉は、やがて雷電爲右衞門の四股名で大相撲の土俵を踏み、圧倒的な強さで最強の力士と謳われる様になった。その評判を聞きつけ部屋を訪れた陸奥左近との出会いから、雷電と三代に亘る陸奥との因縁が始まる。

### 登場人物（雷電爲右衞門編）
陸奥 左近（むつ さこん）
寛政時代の陸奥圓明流継承者。年齢は寛政六年（1794年）に45歳。雷電との闘いを望んで伊勢ノ海部屋を訪れ立ち合うが、自分を投げ落とす時に思わず頭を支えて庇った雷電の姿に「足りないものがある」と立ち合いを放棄、谷風を倒して雷電との将来の再戦を約束し去って行った。しかし再び雷電と出会う事無く、雷電と葉月が再会する2年前に出羽国で病没した。
葉月（はづき）
左近の娘。子供の頃に左近と雷電の出会いに立ち会い、10年後、亡くなった父に代わって出羽国で雷電に仕合を挑むも、「葉月には足りないものがある」と仕合を放棄され、20年後の再会を約束して別離。20年後、息子・兵衛を伴って約束通りに雷電の元を訪れ、兵衛と雷電の仕合の決着を見届け、立ち往生した雷電を邸宅まで自ら背負って連れ帰った。
左近から圓明流の技を教えられ、左近の没後は継承者の証である家伝の刀を差しているが、この刀は継承者以外が『預かる』という形で所有する事もあり、陸奥を名乗るには実力は足りないと自ら認めており、継承者かどうかは定かでない。
陸奥 兵衛（むつ ひょうえ）
葉月の息子。葉月から陸奥圓明流継承者として育てられ、その実力は葉月に「あたしより速く親父殿（左近）より強い」と言わしめる。。文政八年（1825年）、母に連れられて雷電の邸宅を訪れて雷電と仕合い、命懸けの激闘の末勝利を収め、葉月から家伝の刀を継いだ。
兵衛自身は自分の父親を雷電ではないかと思っているが、葉月は否定しており、作者も「明らかにはしない」としている。
雷電 爲右衞門（らいでん ためえもん）
天下無双と謳われた江戸時代中期の力士。小諸藩大石村の百姓の生まれで、幼名は太郎吉（たろきち）。祭礼の御前相撲において強烈な張り手で相手を殺してしまい、その時の対戦相手の息子との約束で力士になるべく江戸に上り、谷風の内弟子となる。内弟子となって以降は、そのあまりの威力から張り手は禁じ手とされた。
やがて雷電の四股名で最強の力士と呼ばれるようになった頃、仕合を望んで部屋を訪れた陸奥左近と出会い手合わせを行い、左近を頭から地面に叩きつけられない気の優しさに「足りないものがある」と左近と谷風に勝負を預けられる。10年後、「足りないものはもうない」と左近との再戦を望み、巡業にて訪れた出羽国で葉月と再会するが、左近の病死を知り更に20年後の再会を約束して別離。20年後、葉月の連れてきた陸奥兵衛と仕合う。すでに老境であるが、相撲の為に必要とした肉体を「今の自分には重すぎる」として捨てた結果、対陸奥圓明流仕様の肉体に変貌。禁じ手だった張り手を幾度となく叩きこむ死闘の末、止めの斧鉞を受け立ったままこの世を去った。
谷風 梶之助（たにかぜ かじのすけ）
雷電の師匠。雷電入門時は名大関として知られる力士で、後に横綱免許を受けた。雷電を内弟子にする時に、稽古はして良いが取組では使うなと張り手を禁じ手にする命じた。
左近が雷電との仕合を望んで伊勢ノ海部屋を訪れた際、雷電に代わって左近と立ち合い、虎砲を受けて重傷を負った。この時の怪我が治り切らない内に風邪をひいて病状が悪化、翌寛政七年（1795年）、雷電に自分の死後10年間相撲界を支え、その後は張り手の使用の解禁も含めした様にしろと遺言を残し、この世を去った。
八重（やえ）
雷電爲右衞門の妻。長きにわたり雷電を支え、兵衛との闘いで立ち往生を遂げた雷電を背負って連れ帰った葉月に感謝の言葉を述べた。

## 昭和編
「修羅の門 第弐門」の終了を受け、『月刊少年マガジン』2015年10月号から2016年2月号まで連載。実在の日本史の人物に陸奥圓明流が関わる姿を描いてきた従来のシリーズと違い、本編「修羅の門」の前史を描いている。

### あらすじ（昭和編）
昭和時代、ある町で起こったヤクザ同士の抗争。極林会の擁する古武術の達人・柏木に押され壊滅寸前となった自分の組を救うべく、組長は旧知の不破圓明流継承者に助けを求めた。要請を受け町を訪れた継承者の息子・現が柏木と立ち合わんとした正にその時、「陸奥圓明流を探している」という鬼の様な目付きをした少年が現の前に現れ、事も無げに柏木を一蹴。現は自分が陸奥に関わりのある者と少年に告げて共に陸奥の里を訪れ、継承者である陸奥真玄が不在の間、成り行きで真玄の娘・静流と三人で共同生活を送る事になる。

### 登場人物（昭和編）
本作での設定。「修羅の門」におけるキャラクターは修羅の門の登場人物を参照。
（不破） 現（ふわ うつつ）
先代不破圓明流継承者の息子で、当代継承者の弟。圓明流の歴史の中でも類稀な技術と身体能力を誇るが、闘志が弱く戦いに向かない性格の為「出来そこない」と評されている。マイペースで惚けた性格の一方、義理堅く本心を伝えるのが苦手な一面もある。
「ウッちゃん」と名乗って父の旧知の組の用心棒となり、柏木が倒された後ケンシンと一緒に陸奥を訪ね、暫く静流と3人で共同生活を送る。真玄の帰宅後、勝ったら静流を娶る条件で真玄と立ち合おうとしたケンシンに思わず割って入り、成り行きで静流を賭けてケンシンと立ち合う事になる。立ち合いでは、ケンシンの『鬼』に気圧されながらも有り余る技量と身体能力、何より静流を譲りたくないという想いから互角の勝負を演じ、ケンシンが負けを認めた為結果として勝者となった。しかし打倒陸奥を目指してきた不破の一族である事から静流との結婚を拒み、代わりに子供だけを作って真玄宅を後にした。
4年後に再び里を訪ね、自分を父と明かさず息子・冬弥と対面し逗留。その夜、再び静流と契りを交わし、その結果生まれた次男が、次代の陸奥圓明流継承者・陸奥九十九となった。
不破の名を継いではいない為、単行本目次ではアメリカ西部編の雷同様「不破現の章」の「不破」の字が薄く印刷されている。しかしケンシンに姓を訊ねられた時には便宜上不破姓を名乗り、またケンシンとの立ち合いでは闘志と気概の顕れとして敢えて自分を「不破」と名乗っていた。
ケンシン・マエダ
前田光世の養子だった前田三郎の息子。日系ブラジル人の少年。三郎から光世直伝の柔術を教え込まれ、この世を去った父と祖父の悲願だった打倒陸奥圓明流を果たすべく来日。陸奥を探して日本各地の古武術の道場を訪ね歩き、しばしば訪ねた道場で道場破りを行っていた。殺気を帯びた鋭い目付きをしており、静流に「真玄より強いかもしれない」と言わしめる実力を誇る。
里へ戻ってきた真玄が年老いていた事に失望してブラジルに帰ろうとするが、成り行きで静流を賭けて現と立ち合う事となる。立ち合いでは組み技だけでなく高度な打撃技も駆使して互角の勝負を展開、現の「神威」をかわした時にもつれて2人で川に落ち、溺れた所を静流に救われた。それを敗北したと受け取って静流から身を引き、現、そして真玄を超えるであろう次代の陸奥と戦う事を期待しながら日本を後にした。
(陸奥) 静流（むつ しずる）
陸奥真玄の娘。天真爛漫な性格で周囲を振り回している。猪やケンシンを投げ飛ばす等圓明流の使い手として高い実力を見せているが、心臓に持病があり継承者になれず、自分を「陸奥」と名乗った後に訂正している。
現とケンシンから想いを寄せられていた。自身の想いは現にあり、また自身を賭けたケンシンとの立ち合いに現が勝ったことから妻として娶られる事になったが、互いの一族に受け継がれてきた思いから夫婦となる事を拒み、冬弥・九十九の2人の息子だけを儲けた。
陸奥 真玄（むつ しんげん）
陸奥圓明流継承者。50歳。病没した妻の亡骸を実家まで送り届けていた為、現らの来訪から暫くの間不在だった。衰えているとみなして失望し去ろうとしたケンシンを引き止め、勝ったら静流を貰うという条件なら立ち合うと持ちだしたケンシンと、それに口を挟んだ現とを立ち合うよう仕向けた。
柏木 士郎（かしわぎ しろう）
柏木流体術当主の一人息子。人を殺めた事があり、それを極林会に隠蔽して貰って以来専属の用心棒となっている。陸奥を探して街を訪れたケンシンと遭遇し対決、暗器攻撃を見切られて頭から投げ落され、腕を折られて敗北した。
（陸奥） 冬弥（むつ とうや）
現と静流の間に生まれた長男。三歳にして静流に天才と言わしめる才能を持っているが、現と同じく身に『鬼』や『修羅』を棲まわせてない様子が見られる。
陸奥 九十九（むつ つくも）
現と静流の間に生まれた次男。本編「修羅の門」の主人公。劇中では、陸奥の名を継ぎ里を旅立つ後ろ姿のみ登場している。

## 東国無双編
『月刊少年マガジン』2019年6月号・7月号に、「龍帥の翼」を一時休載して掲載。戦国時代から江戸時代を舞台に陸奥狛彦と本多忠勝との闘いを描く。

### あらすじ（東国無双編）
1572年、本多忠勝は、武田信玄との一言坂の戦いにおいて、徳川軍の殿を務め、武田軍の馬場元春隊を撃退する。
1584年小牧・長久手の戦いの際、優勢な秀吉軍を止める為に、本多忠勝は寡兵を率いて出陣する。この時、一人秀吉軍の前に立った忠勝は名槍「蜻蛉斬」の業を見せつけ、秀吉軍の渡河を留めさせる。その忠勝の前に狛彦が現れる。互いに技を交わしつつ、狛彦は無空波を放つものの、忠勝を倒す事は出来なかった。狛彦は再戦を約して別れる。
1600年、関ケ原。退却する島津軍の突撃により、愛馬三国黒を撃たれた窮地の忠勝に島津豊久が襲い掛かる。その時、現れた狛彦が豊久を蹴り倒し、忠勝は難を逃れる。
1610年、家康・秀忠と二代の主君に仕え、漸く隠居が認められた翌年。一人の武士としての忠勝の前に狛彦が現れる。すでに陸奥の名を子に譲った狛彦であったが、陸奥として闘いを挑む。

## 西国無双編
『月刊少年マガジン』2019年8月号から10月号にかけて、「東国無双編」に続けて掲載。戦国時代から江戸時代を舞台に不破虎彦と立花宗茂との闘い、そして宗茂の正室、誾千代と虎彦の出会いを描く。なお、この編のみ、タイトルが『不破圓明流外伝 修羅の刻』となっている。

### あらすじ（西国無双編）
1575年、戸次鑑連（道雪）は、その一女である誾千代に城督・城領を与える。
1581年、道雪は、高橋鎮種の長子である彌七郎統虎を養嗣子として迎え、誾千代の婿とした。
その儀が行われた夜、納得していない誾千代は城督と我が身を賭けて、統虎と手合わせを行う。統虎が勝つものの，彼に惹かれなかった誾千代は城督のみを譲ることとした。
1583年、筑前の山中で猪狩りの最中、誾千代は不破虎彦と出会う。兵法者として名高い丸目蔵人と立ち会う為に、肥後に向かう途中で会った虎彦に、誾千代は真剣で襲い掛かるも、あしらわれてしまう。そして、九州一の強者は統虎であると虎彦に告げる。
その後、統虎は大友家の武将として島津軍との戦いに於いて、戦功を上げる。更に豊臣秀吉にも認められ、続く九州平定戦での活躍が認められ、柳川13万石を与えられた。
柳川に移ったある日、統虎と誾千代の前に虎彦が現れた。誾千代に己の強さを認めさせる為に、統虎は虎彦と立ち合った。誾千代はこの勝負に名刀「雷切」を賭け、勝者に身を捧げる事とした。勝負は「雷切」で脇腹を貫かれた虎彦が、そのまま「雷切」を折り、統虎を絞め落した。虎彦こそ自分の婿であると確信した誾千代は、統虎と別れ道雪の血を残す事を決意する。また、狛彦との再戦に踏み切れない虎彦は、不破の血を残すことを決意する。
1600年、関ヶ原の戦いで西軍に参加した左近（統虎）は、九州にて鍋島軍と戦い、さらに加藤，黒田軍と敵の援軍が迫る中、窮地に陥っていた。戦場に於いて虎彦の存在に気が付いた左近は弓を射かけ、馬上より切り掛かるが虎彦に躱されてしまう。兵法者としてのケジメを付けた左近は、誾千代が加藤清正の下に出向き、降伏を申し出た事を知り、戦いを終える事を決意する。
戦後、柳川の所領を失い浪人となった左近であったが、1620年に旧領を回復した。関ヶ原の戦いで敗れ、浪人となった者が所領を回復した例は無く、これは左近だけが成しえた奇跡と言える。
その後、立花宗茂と改名した左近を訪れた虎彦は、誾千代の形見として「雷切」を託した。
不破の血も虎彦と誾千代の子を通じて受け継がれていく事となる。

## 酒呑童子編
『月刊少年マガジン』2024年1月号から6月号まで連載された。コミックスは20巻から22巻の3巻に収録されている。また、コミックス22巻では「安倍晴明編」の予告が行われた。

### あらすじ（酒呑童子編）
清和源氏の頭領・源頼光が配下の碓井貞光・卜部季武を伴い伊吹山を訪れた折、道中の近江国坂田郡の足柄で、素手で熊を倒す「庚」という名の若者と出会う。頼光は頭を家礼になるよう請い、「坂田金時」の名を授ける。庚は家礼になるのは断り、また「坂田金時」の名も「いずれ陸奥の姓を名乗るから」と受け入れなかったが、有事の際の合力を約した。
時は過ぎ、一条天皇の御代の正暦5年。京の都には「鬼」が跋扈するようになっていた。頼光は藤原保昌を誘って羅城門に出るという鬼の見物に行く。そこに現れたのは庚と似た顔立ちであったがずっと小柄で、実は女性の綱であった。綱は女性ながら保昌を打ち負かし、さらに自ら進んで頼光の家礼となる。綱は自分が庚の姉であることを頼光に明かす。
そこへ額に角を持つ酒呑童子と茨鬼が現れる。酒呑童子は綱を妻として連れて行こうとするが、綱の口から「お前よりもっと化物なやつ（庚）を知っている」と言われた酒呑童子は、自分がその化物に勝ったら綱を妻にもらうと告げて去って行った。
庚が「陸奥」を継いだゆえに今なお姓がない綱に、頼光は源姓を授け「源綱」を名乗らせた。
長徳元年、頼光から髭切を借り受けた綱が藤原保昌の下へ使いへ行く途中で茨鬼と出会い、戦いとなる。綱は脚を傷めたが、茨鬼も重い手甲を落とされ、そのまま立ち去った。綱はその手甲を持ち帰ったが、「鬼の腕を切り落として持ち帰った」ことにされ、綱には物忌みの指示が出る。後日、鬼同丸を囮に茨鬼は手甲を取り戻し逃げるが、それも陽動で頼光の殺害が「鬼」の目的であった。そこへ庚が現れ、逃げた茨鬼を追う。頼光を殺害しようとした土蜘蛛は綱と頼光によって倒され、頼光の殺害は失敗するが、一方で関白・藤原道兼の殺害は成功する。
庚は難なく茨鬼に追いつき、取り押さえるが、追いついてきた綱から酒呑童子との約束を聞くと、酒呑童子が勝てば綱が酒呑童子の妻になり、庚が勝てば茨鬼が庚の妻になるという条件で、茨鬼を逃した。茨鬼は本拠が大枝山にあることを告げて去った。
時の権力者・藤原道長から酒呑童子討伐の命を受けた頼光は四天王や藤原保昌を伴い大枝山に向かい、首領・酒呑童子の砦にて酒呑童子から、自分たち「鬼」が人の世に捨てられて人の世を呪う存在であり、摂関がそのような弱者のために何もせず己の欲を満たしたいだけの愚物であるがゆえに天に代わって殺したのだと告白する。
そこに頼光と別行動をとっていた庚も到着し、酒呑童子との戦闘が始まる。激闘の末、綱も見たことのない足技（頼光が「斧鉞」と名付ける）で庚が勝利する。頼光が「鬼」たちを自分の所領地にかくまい人として生まれ変わらせることを約束すると、酒呑童子は自分の首を頼光に切らせ、一連の「鬼」騒動は終わりを迎えた。

### 登場人物（酒呑童子編）

#### 源頼光と頼光四天王
陸奥 庚（むつ かのえ）
天禄元年（庚午の年）生まれ。名はこの生年に由来する。
名が「庚」（金の兄）であり、さらに頼光と出会った場所が近江国坂田郡だったため、頼光より「金太郎」、さらに「坂田金時」の名を押し付けられる。ただしこの名は頼光が一方的に呼ぶだけで、庚本人は使わない。「坂田金時」の名で頼光四天王の一人に数えられる。
頼光から家礼になるよう請われるがこれを拒否。かわりに「飯を食わせてもらったら困ったときには合力する」と約束する。頼光との初対面時には「陸奥」は継いでいなかったが、正暦五年に綱と頼光が出会った時点では「陸奥」の名を継いでいる。
本人曰く「父は鬼で母はあやかしの血筋」。ただただ無手で強くなりたい、強い相手と戦いたいという満たされない欲に餓えていると感じている。
茨鬼のことを気に入り、自分が酒呑童子に勝ったら茨鬼を妻にしたいと望む。
大枝山で酒呑童子と戦った時に、それまでなかった「斧鉞」を生み出す。また、貞光と戦ったときには「狼牙」の着想を得たと思われるシーンがある。
綱（つな）
庚の姉。普段は男性として振る舞っており、綱が女性であると知っている人間は極めて限られている。正暦5年、羅城門にて頼光や酒呑童子と出会う。頼光の家礼となると自ら申し出たところ、源宛の名跡を継ぐという形で頼光から源姓を与えられ、「源綱」を名乗る。
自分が「陸奥」を継げず、また結婚適齢期が過ぎた（と本人は思っている）ため、刀の腕を磨き、武人となることを考えていた。庚と違って強さや強敵を求める餓えのような欲がないことが「陸奥」を継げなかった理由だと感じている。それでも力量は常人を超え、保昌や貞光をも圧倒する。また、「陸奥」を継げなかったが陸奥の技を忘れたわけではなく、大枝山で茨鬼と戦ったときには「雷」を仕掛けようとする。
主人の頼光に対しては対等な口の利き方をするが、その力量ゆえに黙認されている。ただし頼光への忠誠心は高い。「源綱」の名で頼光四天王の一人に数えられる。
源頼光（みなもと の よりみつ/らいこう）
清和源氏の頭領。「辟邪の武」を成すことが源家のあり方だと信じている。膝丸で土蜘蛛の両膝を切る、伯耆安綱で酒呑童子の首を切るなど武芸に優れたようなシーンもあるが、本人は「たまたま」「銘刀のおかげ」「弱くはないが、貞光や季武ほど強くはない」などと言っており、実際の力量は不明。
立身出世を強く望んでいるが、「摂政・関白は弱者のために何もせず己の欲を満たしたいだけの愚物」とする酒呑童子の主張に賛同したり、「鬼」たちが人として生きられるよう摂津多田の所領にかくまうことを申し出るなど、権力は世のため人のために使うべきものと考えているようである。また、本人の言葉によれば、嘘はつくが嘘は嫌いである。
碓井貞光（うすい の さだみつ）、卜部季武（うらべ の すえたけ）
頼光の配下。第1話でそれぞれ庚と戦い、敗れる。貞光は大柄で庚が戦っていた熊よりも大きい。季武は弓の名人。ともに頼光四天王の一人に数えられる。

#### 「鬼」の面々
酒呑童子（しゅてんどうじ）
「鬼」の頭領。面はつけていない。大柄で、頼光の見立てでは碓井貞光よりも大きく、7尺。
本名は「外道丸（げどうまる）」。持って生まれた怪力と額の角（変形した頭蓋骨の一部）のため、親にも疎まれる。「酒呑童子」は「捨童子（すてどうじ）」の意とのこと。
人の世に捨てられ行き場のない者を集め、「鬼」として人の世を呪いながら生きている。関白2人を殺害したのもそのためであるが、人の世を自らが統べようという意志はない。
綱を気に入り、酒呑童子が庚に勝ったら妻になる、という綱の申し出を受ける。
茨鬼（いばらき）
酒呑童子の娘。本名は「茨（いばら）」。面をつけているが、面の下は「めごい（庚の評価）」顔をしている。
父親譲りの怪力を持ち、力だけなら綱を上回る。金属製の刀でも切れぬ分厚い手甲（肘から手の先までの半面を覆う）を左右の腕に装備している。
母は酒呑童子にさらわれ妻にされ、茨を生む。母は茨が6歳のときに茨を連れて脱走しようとするが、その最中に6歳とは思えぬ怪力を発揮した茨を恐れた母は茨を置いて単身で逃げてしまう。それ以来「鬼」として人を呪いながら生きている。
鬼同丸（きどうまる）、土蜘蛛（つちぐも）、熊童子（くまどうじ）
酒呑童子の手下。熊童子は熊を模した面をつけている。
鬼同丸は生まれつき片手が無く、土蜘蛛は大やけどを負って跡が残っているなど、いずれも親から疎まれて捨てられた者たち。

#### その他（酒呑童子編）
藤原保昌（ふじわら の やすまさ）
武門の出ではないものの武勇にすぐれ、「勇士武略之長」と人々から称えられる。綱と対戦して敗れる。頼光の配下ではないが、頼光にうまく言いくるめられて「鬼」討伐に参加させられてしまう。
安倍晴明（あべ の せいめい）
天文博士。庚、綱とも互いに面識があるようであるが、関係については本作中では語られない。
鬼の腕（茨鬼の手甲）を持ち帰った綱に物忌みを勧めたり、酒呑童子退治を頼光に依頼するよう藤原道長に働きかける。
藤原道隆（ふじわら の みちたか）、藤原道兼（ふじわら の みちかね）
ともに関白。疫病が流行する中で相次いで死亡する。公にはされていないが、実は「鬼」に殺されている。
藤原道長（ふじわら の みちなが）
道隆、道兼の弟。道兼亡き後の最高権力者 。頼光に酒呑童子討伐を極秘裏に命じる。

## 安倍晴明編
『月刊少年マガジン』2025年2月号から連載されている。

### 登場人物（安倍晴明編）

#### 陸奥の一族
陸奥桃李（とうり）
初登場時には「陸奥」の名は継いでいない。
陸奥桃李の父
陸奥庚
源綱

#### 安倍晴明とその関係者
安倍晴明
初登場時は天文得業生で40歳であるが、外見ははるかに若く見える。
綾（あや）
當麻の一族の姫。晴明の妻であり、妙見の母。物語開始時点で故人となっている。
妙見（たゆみ）
晴明の娘。木太郎からは「姫」と呼ばれる。弟もいる。
木魂（こだま）/木太郎（こたろう）
晴明に仕える「式」。當麻の一族の傍流に連なる者。綾の従者もしていた。

#### 當麻の一族
當麻蹴速の末裔。大和国の當麻邑（たいまのむら、現在の奈良県葛城市當麻）に住む。
當麻宿禰・玄速（たいまのすくね・くろはや）
当代の當麻の一族で最強。
虎次郎（こじろう）
木太郎の弟。

#### 晴明の敵対者
智徳法師
道摩法師

#### その他登場人物（安倍晴明編）
藤原兼家
賀茂保憲
源頼光
藤原道長

## 小説
1995年9月に発売。原作の第一部「宮本武蔵編」を作者である川原正敏本人がノベライズした作品で、挿絵も本人が担当している。
ストーリーの概要は原作と同じだが、八雲と沢庵宗彭の出会いや詩織が九鬼一門に監禁された場面等、原作には無いシーンも追加されている。

## テレビアニメ
2004年4月6日から2004年9月28日にかけてテレビ東京系列で放送された。
アニメ化されたのは、原作（その当時第7部まで執筆済み）の内、江戸時代を舞台とした第1部「宮本武蔵編」・第2部「風雲幕末編」・第4部「寛永御前試合編」の3編。
なお、アニメでの放映順は時代順に変更されており、「第一部 宮本武蔵編」・「第二部 寛永御前試合編」・「第三部 風雲幕末編」となっている。また、アニメ化に先立つ形で、この3部の愛蔵版が放映順と同じ順番で発売されている。
ナレーションは第一部は渡辺浩司、第三部は宮野隆矢。

### スタッフ
- 監督 - 三澤伸
- シリーズ構成 - 武上純希
- キャラクターデザイン・総作画監督 - 浜津武広
- 美術監督 - 西倉力
- 色彩設計 - 津守裕子
- 撮影監督 - 森下成一、武原健二
- 編集 - 小島俊彦
- 音響監督 - 松岡裕紀
- 音楽 - 蓑部雄崇
- プロデューサー - 具嶋朋子→森村祥子、板橋秀徳、大井守
- アニメーションプロデューサー - 茂垣弘道
- アニメーション制作 - スタジオコメット
- 製作 - テレビ東京、創通映像、マーベラス音楽出版

### 主題歌
オープニングテーマ「identity」
作詞・作曲 - 木谷雅 / 編曲 - sacra & 平川達也 / 歌 - sacra
エンディングテーマ「夏日星」
作詞 - 田中渉 / 作曲 - 飛澤正人 / 編曲 - 西川進 / 歌 - 大沢あかね

### 各話リスト
| 部数   | 話数 | サブタイトル     | 脚本            | 絵コンテ          | 演出     | 作画監督        | 放送日        |
| ------ | ---- | ---------------- | --------------- | ----------------- | -------- | --------------- | ------------- |
| 第一部 | 1    | 雲の如き男       | 武上純希        | 三澤伸            | 南康宏   | 浜津武広        | 2004年 4月6日 |
| 第一部 | 2    | 天下無双の器     | 武上純希        | 吉川浩司          | 吉川浩司 | 興村忠美        | 4月13日       |
| 第一部 | 3    | 烈風の鎖鎌       | 早川正          | 湖山禎崇 工藤柾輝 | 湖山禎崇 | 工藤柾輝        | 4月20日       |
| 第一部 | 4    | 再会             | 武上純希        | 葛谷直行          | 米田光宏 | 小菅和久        | 4月27日       |
| 第一部 | 5    | 闇の兵法         | 武上純希        | 土屋日            | 山崎友正 | 小林勝利        | 5月4日        |
| 第一部 | 6    | 三本松の果し合い | 早川正          | 南康宏            | 南康宏   | 青野厚司        | 5月11日       |
| 第一部 | 7    | 戦いを極めし者   | 武上純希        | 吉川浩司          | 吉川浩司 | 興村忠美        | 5月18日       |
| 第二部 | 8    | 天斗と圓         | 武上純希        | 湖山禎崇          | 湖山禎崇 | 工藤柾輝        | 5月25日       |
| 第二部 | 9    | その男、梟雄     | 武上純希 早川正 | 米田光宏          | 米田光宏 | 小菅和久        | 6月1日        |
| 第二部 | 10   | 陸奥を巡る権謀   | 武上純希        | 橋本昌和          | 橋本昌和 | 佐藤雅弘        | 6月8日        |
| 第二部 | 11   | たぎりおちる滝   | 武上純希 早川正 | 土屋日            | 山崎友正 | 滝川和男        | 6月15日       |
| 第二部 | 12   | 寛永御前試合     | 早川正          | 吉川浩司          | 吉川浩司 | 興村忠美        | 6月22日       |
| 第二部 | 13   | 継ぐもの...      | 武上純希        | 菱川直樹          | 南康宏   | 青野厚司        | 6月29日       |
| 第二部 | 14   | 化物（けもの）   | 武上純希        | 湖山禎崇          | 湖山禎崇 | 伊藤秀樹        | 7月6日        |
| 第三部 | 15   | 眠れる龍         | 武上純希        | 米田光宏          | 米田光宏 | 小菅和久        | 7月13日       |
| 第三部 | 16   | 大海の志士       | 早川正          | 松澤健一          | 山本秀世 | 鈴木大 佐藤雅弘 | 7月20日       |
| 第三部 | 17   | 新撰組           | 武上純希        | 高林久弥          | 滝川和男 | 滝川和男        | 7月27日       |
| 第三部 | 18   | 龍の化身         | 武上純希        | 吉川浩司          | 吉川浩司 | 興村忠美        | 8月3日        |
| 第三部 | 19   | 漆黒の海戦       | 早川正          | 三澤伸            | 南康宏   | 青野厚司        | 8月10日       |
| 第三部 | 20   | 示現流の刺客     | 武上純希        | 高林久弥          | 米田光宏 | 小菅和久        | 8月17日       |
| 第三部 | 21   | 我が友、坂本龍馬 | 武上純希        | 湖山禎崇          | 湖山禎崇 | をがわいちろを  | 8月24日       |
| 第三部 | 22   | さらば友よ       | 早川正          | 湖山禎崇          | 松本剛   | 滝川和男        | 8月31日       |
| 第三部 | 23   | 約束             | 早川正          | 吉川浩司          | 吉川浩司 | 興村忠美        | 9月7日        |
| 第三部 | 24   | 雪の如く         | 武上純希        | 米田光宏          | 米田光宏 | 米田光宏        | 9月14日       |
| 第三部 | 25   | 北へ             | 早川正          | 伊藤秀樹          | 三浦唯   | 小菅和久        | 9月21日       |
| 第三部 | 26   | 鬼と修羅         | 武上純希        | 三澤伸            | 三澤伸   | 浜津武広        | 9月28日       |

## 書誌情報
いずれも著者は川原正敏、講談社からの発行。

### 単行本
- 『修羅の刻』〈講談社コミックス月刊マガジン〉、既刊24巻（2025年8月12日現在）
  1. 1990年2月17日第1刷発行（2月13日発売[公 1]）、ISBN 4-06-302293-5
  2. 1990年10月17日第1刷発行（10月11日発売[公 2]）、ISBN 4-06-302316-8
  3. 1991年10月17日第1刷発行（10月11日発売[公 3]）、ISBN 4-06-302345-1
  4. 1992年12月14日第1刷発行（12月11日発売[公 4]）、ISBN 4-06-302377-X
  5. 1994年4月16日第1刷発行（同日発売[公 5]）、ISBN 4-06-302423-7
  6. 1994年5月17日第1刷発行（同日発売[公 6]）、ISBN 4-06-302429-6
  7. 1997年6月17日第1刷発行（同日発売[公 7]）、ISBN 4-06-333574-7
  8. 1997年9月17日第1刷発行（同日発売[公 8]）、ISBN 4-06-333589-5
  9. 1997年11月17日第1刷発行（同日発売[公 9]）、ISBN 4-06-333597-6
  10. 1998年2月17日第1刷発行（同日発売[公 10]）、ISBN 4-06-333612-3
  11. 2001年11月16日第1刷発行（同日発売[公 11]）、ISBN 4-06-333795-2
  12. 2002年2月15日第1刷発行（同日発売[公 12]）、ISBN 4-06-333808-8
  13. 2002年6月17日第1刷発行（同日発売[公 13]）、ISBN 4-06-333827-4
    - 「裏」2002年6月17日第1刷発行（同日発売[公 14]）、ISBN 4-06-333828-2

  14. 2004年1月16日第1刷発行（1月17日発売[公 15]）、ISBN 4-06-333919-X
  15. 2006年1月17日第1刷発行（同日発売[公 16]）、ISBN 4-06-371021-1
  16. 2016年1月15日第1刷発行（同日発売[公 17]）、ISBN 978-4-06-392505-0
  17. 2016年4月15日第1刷発行（同日発売[公 18]）、ISBN 978-4-06-392521-0
  18. 2019年8月16日第1刷発行（同日発売[公 19]）、ISBN 978-4-06-516827-1
  19. 2019年11月15日第1刷発行（同日発売[公 20]）、ISBN 978-4-06-517684-9
  20. 2024年4月17日第1刷発行（同日発売[公 21]）、ISBN 978-4-06-535294-6
  21. 2024年5月16日第1刷発行（同日発売[公 22]）、ISBN 978-4-06-535556-5
  22. 2024年6月17日発売[公 23]、ISBN 978-4-06-535555-8
  23. 2025年7月16日発売[公 24]、ISBN 978-4-06-540105-7
  24. 2025年8月12日発売[公 25]、ISBN 978-4-06-540325-9

### 愛蔵版
- 『愛蔵版 修羅の刻』全5巻
  - 「宮本武蔵編」2004年3月23日第1刷発行、ISBN 4-06-364568-1
  - 「寛永御前試合編（壱）」2004年4月23日第1刷発行、ISBN 4-06-364574-6
  - 「寛永御前試合編（弐）」2004年5月21日第1刷発行、ISBN 4-06-364578-9
  - 「風雲幕末編（壱）」2004年6月23日第1刷発行、ISBN 4-06-364581-9
  - 「風雲幕末編（弐）」2004年7月23日第1刷発行、ISBN 4-06-364587-8

### 小説
- 『修羅の刻〈壱〉陸奥円明流外伝』マガジン・ノベルス、1995年9月18日発売[公 26]、ISBN 4-06-324308-7